# Pierre Van Halteren
Pierre Eugène Van Halteren (Brussel, 24 februari 1911 - aldaar, 23 september 2009) was een Belgisch politicus voor de PVV-PLP en later de PRL.

## Levensloop
Van Halteren werd geboren in het gezin van notaris Herman Van Halteren en Marguerite Delloye. De politieke microbe ging verschillende generaties terug, zo waren vijf van zijn voorouders schepen van Brussel, een van Hoei en een van Luik. Voorts waren acht van zijn voorouders burgemeester van Hoei en drie van Luik. Tevens was een van zijn voorouders lid van het Nationaal Congres. Zijn grootvader was notaris en senator Charles Van Halteren, een andere bekende voorouder was Frans Anneessens. Zijn familie - via het geslacht Sweerts - behoort tot de Zeven geslachten van Brussel.
In zijn jeugd was Van Halteren lid van de Boy Scouts van België (BSB). Van juni 1945 tot september 1946 nationaal commissaris van deze organisatie, in navolging van de latere senator voor de KPB, Pierre Depage. Na zijn rechten-, notariaats-  en ingenieursstudies aan de Université Libre de Bruxelles (ULB) werd hij in 1936 benoemd tot notaris. Tijdens de Tweede Wereldoorlog werd hij actief in het Verzet. In 1944 werd hij aangesteld als hoogcommissaris ter bescherming van de Luxemburgse burgerbevolking. Ook werd hij directeur van de Bretoense zeilschool Les Glénans op de Glénan-archipel die was opgericht door voormalige verzetslieden. In 1960-'61 was hij voorzitter van de Kamer van Notarissen van het arrondissement Brussel.
Hij werd politiek actief als COO-lid te Brussel. Op 28 juni 1963 deed hij zijn intrede in de Brusselse gemeenteraad. Van 1965 tot 1971 was hij aldaar schepen van Openbare Bijstand en daarop aansluitend van 1971 tot 1975 schepen van Openbaar Onderwijs, Schone Kunsten, Liefdadigheid, Jeugd en Toerisme. Op 5 september 1975 volgde hij Lucien Cooremans op als burgemeester, een mandaat dat hij zou uitoefenen tot 4 maart 1983.
In de jaren 1970 liepen de spanningen binnen de liberale federatie in Brussel liepen hoog op, onder andere over de strategie die de partij moest aannemen tegenover het Front Démocratique des Francophones (FDF), dat een sterke aantrekkingskracht uitoefende op de mandatarissen en het kiespubliek van de Brusselse liberalen. De Brusselse PLP viel hierdoor uiteen in diverse kleine partijtjes. Van Halteren behoorde tot de Fédération PLP de l'arrondissement de Bruxelles, dat zich afzette tegen het FDF en gewonnen was voor dialoog met de Vlamingen. Deze federatie ging in 1975 op in de Parti Libéral Bruxellois, een eerste stap naar het herstel van de eenheid binnen de Brusselse liberalen. De PL fuseerde in 1979 met de Waalse liberalen van het PRLW tot PRL.
Na de gemeenteraadsverkiezingen van 1982 werden de liberalen voor het eerst sinds de Belgische onafhankelijkheid van 1830 in de stad Brussel naar de oppositie verwezen. De van fraude verdachte Paul Vanden Boeynants, de lijsttrekker van de PSC-CVP die het burgemeesterschap ambieerde, had immers een voorakkoord gesloten met de socialisten van de PS en het FDF. Omdat het fraudedossier rond Vanden Boeynants bleef aanslepen, ging de burgemeesterssjerp in maart 1983 uiteindelijk naar de socialist Hervé Brouhon. Van Halteren bleef vervolgens nog tot de gemeenteraadsverkiezingen van 8 oktober 2000 actief als gemeenteraadslid.
Onder zijn burgemeesterschap werd onder meer het verkeersplan voor de Vijfhoek uitgewerkt om de mobiliteitsproblemen die ontstonden door het stijgende autogebruik in en rond Brussel het hoofd te bieden. Door onder meer de aanleg van fietspaden en voetgangerszones, alsook de ontwikkeling van het transportnetwerk  naar de buurgemeenten, kon zo het historisch hart van de stad beschermd worden. Op het einde van zijn burgemeesterschap vonden gratis rockconcerten plaats onder de noemer Rock Against Van Halteren.
De uitvaartplechtigheid vond plaats in het crematorium van Ukkel.
- Gemeinsame Normdatei: 1188583387
- Système universitaire de documentation: 244888582
- Virtual International Authority File: 190156133183758430003
- WorldCat: E39PBJtxgTvB7XvCxJPd6cWbh3